# Championnat de Tchécoslovaquie de football 1937-1938
Navigation
Saison précédente Saison suivante
La saison 1937-1938 du Championnat de Tchécoslovaquie de football est la 14e édition du championnat de première division en Tchécoslovaquie. Les douze meilleurs clubs du pays se retrouvent au sein d'une poule unique, la First League, où les formations s'affrontent deux fois, à domicile et à l'extérieur. À l'issue du championnat, les deux derniers du classement sont relégués et remplacés par les deux meilleurs club de II. Liga, la deuxième division tchécoslovaque.
C'est le club de l'AC Sparta Prague qui termine en tête du classement du championnat, avec sept points d'avance sur le tenant du titre, le SK Slavia Prague et dix sur le SK Zidenice. C'est le 5e titre de champion de Tchécoslovaquie de l'histoire du club.

## Les clubs participants
| - SK Kladno - SK Slezska Ostrava - Promu de II. Liga - FC Viktoria Plzen - SK Zidenice - SK Plzen - SK Pardubice - Promu de II. Liga | - FK Viktoria Zizkov - 1. CsSK Bratislava - SK Slavia Prague - AC Sparta Prague - SK Prostějov - SK Nachod |

## Compétition

### Classement
Le barème utilisé pour établir le classement est le suivant :
- Victoire : 2 points
- Match nul : 1 point
- Défaite : 0 point

| Rang | Équipe                 | Pts | J  | G  | N | P  | Bp | Bc | Diff |
| ---- | ---------------------- | --- | -- | -- | - | -- | -- | -- | ---- |
| 1    | AC Sparta Prague       | 36  | 22 | 17 | 2 | 3  | 66 | 34 | +32  |
| 2    | SK Slavia Prague (T)   | 29  | 22 | 14 | 1 | 7  | 72 | 33 | +39  |
| 3    | SK Zidenice            | 26  | 22 | 11 | 4 | 7  | 46 | 27 | +19  |
| 4    | SK Kladno              | 24  | 22 | 11 | 2 | 9  | 38 | 37 | +1   |
| 5    | 1. CsSK Bratislava     | 21  | 22 | 10 | 1 | 11 | 46 | 53 | -7   |
| 6    | SK Náchod              | 21  | 22 | 9  | 3 | 10 | 37 | 53 | -16  |
| 7    | SK Plzen               | 20  | 22 | 8  | 4 | 10 | 47 | 51 | -4   |
| 8    | FK Viktoria Žižkov     | 20  | 22 | 9  | 2 | 11 | 36 | 42 | -6   |
| 9    | SK Pardubice (P)       | 19  | 22 | 6  | 7 | 9  | 34 | 39 | -5   |
| 10   | SK Slezska Ostrava (P) | 18  | 22 | 8  | 2 | 12 | 43 | 52 | -9   |
| 11   | SK Prostejov           | 16  | 22 | 5  | 6 | 11 | 39 | 65 | -26  |
| 12   | FC Viktoria Plzen      | 14  | 22 | 4  | 6 | 12 | 33 | 51 | -18  |

|  | Qualification pour la Coupe Mitropa 1938             |
|  | Relégation en II. Liga                               |
|  | (T) Tenant du titre (P) : Promu de deuxième division |

## Bilan de la saison
| Championnat de Tchécoslovaquie de football 1937-1938 |                             |
| Champion                                             | AC Sparta Prague (5e titre) |
| Coupes et trophées                                   |                             |
| Vainqueur de la Coupe de Tchécoslovaquie 1937-1938   | Non disputée                |
| Qualifications continentales                         |                             |
| Coupe Mitropa 1938                                   | AC Sparta Prague            |
| Coupe Mitropa 1938                                   | SK Slavia Prague            |
| Coupe Mitropa 1938                                   | SK Zidenice                 |
| Coupe Mitropa 1938                                   | SK Kladno                   |
| Promotions et relégations                            |                             |
| Promus en I. Liga                                    | SK Baťa Zlín                |
| Promus en I. Liga                                    | SK Liben                    |
| Relégués en II. Liga                                 | SK Prostejov                |
| Relégués en II. Liga                                 | FC Viktoria Plzen           |